# Stephanopoides brasiliana
Stephanopoides brasiliana là một loài nhện trong họ Thomisidae.
Loài này thuộc chi Stephanopoides. Stephanopoides brasiliana được Eugen von Keyserling miêu tả năm 1880.